# Видение после проповеди
«Виде́ние по́сле про́поведи», или «Борьба Иакова с ангелом» (фр. La Vision après le Sermon (La Lutte de Jacob avec l’Ange)) — картина Поля Гогена, созданная в бретонском городке Понт-Авен в конце лета 1888 года. Впоследствии она станет живописным манифестом нового упрощённого и экспрессивного стиля — синтетизма Гогена и группы его друзей-художников, работавших с ним в Бретани в конце 1880-х и начале 1890-х годов и получивших впоследствии название «Школа Понт-Авена». Впечатления от поездок 1886—1888 годов в Бретань, Панаму и Мартинику, общение с художниками и знакомство с новейшими художественными концепциями предоставили в распоряжение Гогена массу творческих идей, которые вызвали значительные изменения в его стилистике и привели к преодолению прежних импрессионистских влияний.
В начале своей карьеры художника Гоген писал преимущественно пейзажи, выполненные на пленэре в стиле импрессионистов. Около 1888 года он стал недоволен ограниченностью этого художественного направления, не удовлетворявшего его стремлений, интереса в отношении архаичных, примитивных форм выражения, а также к мистическому. В 1888 году во время посещения колонии художников Понт-Авен в Бретани он познакомился с молодым художником Эмилем Бернаром, который под влиянием японского искусства, в частности гравюр, пробовал писать в упрощённом стиле. Следуя этому примеру, но развивая его опыты ещё дальше, Гоген в 1888 году создал картину «Видение после проповеди». Она свидетельствует о его стремлении к очень личному толкованию религиозных тем, а также к символическим аспектам живописи. Благодаря найденному стилю художник становится признанным лидером нового направления в живописи, получившего название синтетизм. В искусствоведческой литературе отмечается, что по настоящему переломным для него стал 1888 год, когда и была создана эта картина. Она была написана в сентябре этого года, перед отъездом Гогена к Винсенту Ван Гогу в Арль в Провансе, с которым находился в активной переписке.
Сюжетом картины художник выбрал борьбу библейского патриарха Иакова с ангелом. При написании этого полотна Гоген использовал художественные новации клуазонизма, возникновение которого связывают с Луи Анкетеном и Эмилем Бернаром (символизм, большая свобода абстракции и орнаментальности), с которым он продуктивно общался в Бретани в 1888 году, а также мотивы, позаимствованные у японского художника Кацусики Хокусая (изображение женщин, неестественно наклонённое дерево, борющиеся фигуры). Делящий по диагонали композицию полотна ствол дерева вызывает ассоциацию с гравюрой Утагава Хиросигэ, которую копировал Ван Гог.
Гоген первоначально хотел передать картину в дар местной церкви, но там отклонили это предложение. После этого художник направил её в Париж Тео Ван Гогу для продажи. С 1925 года картина хранится в Национальной галерее Шотландии в Эдинбурге.

## История создания

### Предыстория
Поль Гоген впервые посетил Бретань с целью писать картины летом 1886 года и проживал в местном городке Понт-Авен. Это был тяжёлый период в жизни художника. Несмотря на большие трудности (болезнь, долги), отказавшись от карьеры биржевого брокера, художник продолжал писать, пытаясь выработать свою индивидуальную манеру, но всё ещё находясь под сильным влиянием импрессионистов и Камиля Писсарро в частности. После того, как Гоген стал заниматься живописью на постоянной основе, он оставил жену Метту с детьми в Дании, откуда возвращается в Париж в 1885 году. С целью обеспечивать материально себя и своего сына Кловиса, которого Гоген забрал из Копенгагена с собой, он устроился на работу расклейщиком афиш. В это время он принимает участие в подготовке восьмой выставки импрессионистов (15 мая — 15 июня 1886), ставшей последней в истории этой художественной группы как единого и цельного течения. На выставке Гоген представил 19 своих картин, но не дождавшись её окончания, он устраивает сына в частный пансион, а сам отправляется в Бретань работать. Природа, культура, архаичные устои быта и традиции Бретани глубоко впечатлили художника, повлияв на его последующее творчество. С июня 1886 года Гоген жил в недорогом пансионе Мари-Жанн Глоанек, где в день за питание и комнату надо было платить всего по два франка. Большинство художников, живших вместе с ним в это время в пансионе, были иностранцы — американцы, англичане, голландцы, шведы, датчане и несколько французов. Вслед за Гогеном в Понт-Авен приехал его близкий друг по прозвищу «Шуфф» (Клод-Эмиль Шуффенекер). В Бретани Гоген сблизился с молодым художником Шарлем Лавалем, знакомится с Эмилем Бернаром. Однако Гоген не принял увлечение последнего пуантилистическими «усложнениями» (как и многих художников этим летом), и встретил его не совсем доброжелательно, ведя себя замкнуто и настороженно.
Гоген вернулся из Понт-Авена в Париж в декабре 1886 года, откуда отправился в поездку за новыми впечатлениями в Южную Америку, в которой его сопровождает Шарль Лаваль. Это путешествие рассматривается как важнейший этап в развитии новых художественных поисков Гогена, в его стремлении найти оригинальные образы, отличные от традиционного европейского мира. Из Панамы, где Гоген сильно нуждался и даже работал землекопом на строительстве Панамского канала, художник с Лавалем перебрался на Мартинику. Здесь, под воздействием различных факторов, он предпринимает попытку писать упрощённым «детским» рисунком, без теней, но с яркими красками, используя в своей палитре более сочные и насыщенные цвета. В этой технике Гоген стал накладывать краски более плотными массами и строить композицию с большей строгостью: «Это был решающий опыт, возвещавший новые завоевания». Как отмечал историк искусства Джон Ревалд, в это время в композициях художника стали проявляться японские влияния, а на его картинах стали появляться «большие и сравнительно единообразные пространства, особенно когда он включал в свои пейзажи тёмно-синий океан». Однако эта художественная эволюция была ещё не настолько сильно выражена, чтобы привлечь своей оригинальностью и глубиной. После возвращения во второй половине ноября 1887 года из Мартиники в Париж, материальные дела художника несколько поправились: он продал вазу за 150 франков, а Тео Ван Гог приобрёл у него ряд полотен на 900 франков и организовал выставку картин и керамики. Она прошла в январе 1888 года, но успеха не имела: немногие любители его творчества были обескуражены эстетическими принципами Гогена этого периода, имевшими мало общего с работами парижских художников. Несмотря на неуспех у широкой публики, она вызвала споры среди круга людей, чьё мнение художник ценил, а некоторые из них отнеслись с пониманием к его исканиям. Расплатившись с долгами, располагая несколькими сотнями франков, оставшимися от продажи картин Тео и ободрённый его поддержкой, Гоген решает вновь отправить в Бретань, где намеревался работать семь—восемь месяцев. В то время он полагал, что это будет последнее усилие перед его признанием у публики.

### Художественные поиски Гогена в 1888 году
В феврале 1888 года художник, измученный дизентерией, подхваченной на Мартинике, вернулся обратно в Понт-Авен, как по причинам дешевизны бретонской жизни, так и привлечённый её красотами, о которых он неизменно вспоминал с большим чувством. В это время художник писал Шуффенекеру, что полюбил Бретань: «Там я нахожу дикость и первобытность. Когда мои деревянные башмаки стучат по её граниту, я слышу глухой и мощный звук, которого стремлюсь достичь в живописи». Гоген вновь поселился в пансионе Глоанек, где ему отвели мастерскую на втором этаже, но в этот период он испытывал такое безденежье, что иногда не мог даже писать из-за отсутствия холста и красок.
В Понт-Авене вокруг Гогена образовалась группа художников, среди которых можно назвать Анри Море, Эрнеста Понтье де Шамайяра и ещё несколько импрессионистов. Там к нему вновь присоединились Лаваль и Бернар, с которым на этот раз у Гогена сложились хорошие отношения. Молодой художник был знаком с последними веяниями и теориями в области изобразительного искусства, литературного символизма и охотно делился ими с Гогеном в своей интерпретации, владея новой терминологией и обладая значительной художественной эрудицией.
Молодой коллега познакомил Гогена с живописью, получившей название клуазонизм, основоположниками которой считаются Луи Анкетен и Бернар. В этой технике всё полотно разделяется на несколько плоскостей разного цвета в соответствии с изображаемыми фигурами или предметами. Бернар объясняя концепцию новой живописной системы писал, что на первом этапе её развития, когда и был введён термин (от фр. cloison — перегородка), было характерно обводить цветовые зоны «контурными линиями перегородками», что сближало её с витражным искусством: «Действительно, благодаря декоративным цветовым элементам и линиям это больше походило на витраж, чем на живопись». Эмиль Дюжарден, который ввёл в оборот термин «клуазонизм», писал, что на первый взгляд полотна, выполненные в этой технике, прежде всего походят на декоративную живопись: «подчёркнутый внешний контур, интенсивный и убедительный цвет неизбежно наводят на мысль о народном искусстве и японских гравюрах». К другим особенностям клуазонизма он относил продуманность композиции:
Затем под общим иератическим характером рисунка и цвета обнаруживаешь поразительную правдивость, которая освобождается от романтизма страсти; и, наконец, перед нами понемногу раскрывается продуманное, волевое, рациональное и систематическое построение, требующее нашего анализа.
После того как Бернар отказался от пуантилизма, его искания приблизили его к Гогену. Под влиянием Ван Гога Бернар увлёкся японским искусством и вместе со своим другом Анкетеном испытал их влияние. По мнению Ревалда, Гоген обнаружил в этой технике «элементы продуманности, преднамеренности, рациональности и систематичности построения», которые вдохновили художника в период упадка и сомнений. В середине августа 1888 года Гоген, отмечая, что Бернар — «человек, который ничего не боится», писал Шуффенекеру, что не следует увлекаться копированием природы, и сообщал ему об эволюции своего творчества: «Мои последние работы подвигаются хорошо, и я надеюсь, что вы найдёте в них нечто новое или, вернее, подтверждение моих предшествующих исканий — синтез формы и цвета, вытекающий из наблюдения только над доминирующими элементами». В этот период они с Бернаром много работали в поисках достижения более значительной абстракции и орнаментальности форм. Бернар написал групповую картину «Бретонки на лугу», отмеченную этими исканиями. На Гогена эта картина произвела очень большое впечатление, и Бернар с радостью согласился обменять её на одно из его полотен. В письме к Ван Гогу он с таким восхищением отозвался о нём, что Винсент заметил брату: «Письмо Бернара переполнено восторгами по поводу таланта Гогена. Он пишет, что считает его таким великим художником, что даже побаивается его, и находит все свои работы ничтожными в сравнении с работами Гогена».

### Работа над картиной
В сентябре 1888 года Гоген начал работать над большой и сложной композицией, которую Джон Ревалд назвал своего рода «конспектом его нового стиля». Сюжетом картины художник выбрал борьбу библейского патриарха Иакова с ангелом (Быт. 32:24, 25). Согласно библейским представлениям Иаков — почитающийся во всех авраамических религиях — третий из библейских патриархов; младший из сыновей-близнецов патриарха Исаака и Ревекки, родившей после двадцатилетнего бесплодного брака. Отец 12 сыновей, родоначальников колен Израилевых. Однажды во время ночного бдения ему явился Бог в лице ангела, с которым Иаков боролся до рассвета, требуя благословить его. В схватке он повредил своё бедро, но Бог остался удовлетворен его рвением. Иаков получил благословение и новое имя — Израиль («Борющийся с Богом»), с напутствием: «…ты боролся с Богом, и человеков одолевать будешь» (Быт. 32:27, 28; повторно в Быт. 35:10). Фоном для этого религиозного сюжета, к которому неоднократно обращались в искусстве, послужил бретонский пейзаж, где группа крестьянок, занимающих весь передний план, в своих колоритных национальных чепцах — бигуденах (привлекших ещё ранее внимание Бернара и Гогена) наблюдает за борющимися. Как разъяснял Гоген, сцена, на которую смотрят эти крестьянки, опустившиеся на колени для молитвы, представляет видение, узренное ими после воскресной проповеди в деревенской церкви.
По поводу этой картины художник заметил в письме к Винсенту Ван Гогу: «Я думаю, что достиг в образах людей большой простоты, выражения безыскусности и суеверия.   Для меня в этой картине и пейзаж и борьба существуют лишь в воображении молящихся после проповеди. Отсюда и контраст между реальными людьми и борющимися фигурами Иакова и ангела, которые нереальны и несоразмерны».
Описывая картину Ван Гогу, Гоген характеризовал её также следующим образом: «Бретонки, собравшись группами, молятся, они в чёрных, насыщенного цвета платьях». По наблюдению Пьера Декса, если Гоген находился под влиянием живописи Бернара, то оно сказалось именно в этом выборе цвета, хотя французский искусствовед отмечал, что чёрные краски Гогена выделяются своей оригинальной интенсивностью, отличающейся от палитры Бернара. Насыщенность этого цвета ещё более усиливается из-за контраста с женскими чепцами, о которых художник писал, что они «желтовато-белые, светящиеся»: «Два чепца справа — словно какие-то чудовищные колпаки». По поводу других красок, использованных художником, и авторских особенностей полотна также известно из его переписки. Так, картину выдержанную «в строгом стиле» разделяет «тёмно-фиолетовый ствол яблони», листья которой показаны пятнами, похожими на изумрудно-зелёные облака. Картина «пронизана жёлто-зеленым солнцем» на лугу цвета чистой киновари, ближе к церкви темнеющего и становящегося коричнево-красным. Иаков предстаёт на картине в бутылочно-зелёном цвете, ангел изображён в интенсивно-синем, его крылья — чистый хром № 1, волосы — хром № 2, а ступни — оранжево-телесного цвета.
В 1903 году Бернар, ранее поссорившийся с Гогеном, заявил, что картина последнего настолько сильно отличалась от его предыдущего творчества, что даже стала «полным отрицанием» всего ранее им написанного, утверждая таким образом, что «Видение» является простой копией его собственных «Бретонок». Однако, как отмечается в искусствоведческой литературе, это противоречит переписке Бернара за 1886 год и тому преклонению перед Гогеном, которое в них зафиксировано. По мнению Декса, картины Гогена и Бернара разительно отличаются по силе психологического воздействия, а картина первого несопоставима с «Бретонками» Бернара, «просто рассыпавшимися по зелёному лугу». По мнению французского писателя и историка искусства Анри Перрюшо, несмотря на кажущееся внешнее влияние Бернара на Гогена, оно не может быть признано предопределяющим: «Но теории важны не сами по себе, а лишь в связи с теми, кто их осуществляет на практике». Анкетен же и Бернар не обладали глубиной и самобытностью, а отличались непостоянством творческих устремлений и прошли через различные увлечения импрессионизмом, пуантилизмом, довольно быстро перейдя от клуазонизма к новым техникам, таким же «поверхностным и потому заранее обречённым на неудачу».

### Последующие события
Когда в середине сентября работа была завершена, Гоген решил предложить её одной из небольших бретонских церквей, которые так его привлекали, и остановил свой выбор на старой церкви в Низоне, недалеко от Понт-Авена. По выражению Перрюшо, это была «дань Гогена-дикаря первобытной Бретани». Лаваль с Бернаром помогли ему перенести туда эту большую картину. Однако они не сумели убедить кюре, который, по-видимому, опасался какой-нибудь ловушки, шутки со стороны художников, о которых он был, видимо, наслышан. Подарок не был принят, так как священник объяснил, что его паства не поймёт картину, и разочарованные художники возвратились с нею обратно в Понт-Авен. В 1959 году, собирая материалы о бретонском периоде жизни Гогена, Перрюшо встретился с кюре в Низоне, который, по словам писателя, видимо, отнёсся к его визиту с такой же подозрительностью, как и его предшественник: «Я признателен ему за его приём — мне кажется, что в тот день я сам пережил ту сцену, о которой сейчас рассказал здесь».
После неудачного предложения передать картину церкви Гоген отправил её в Париж к Тео Ван Гогу с просьбой продать не менее чем за 600 франков. Несколько позже она выставлялась в Париже, а также в Брюсселе на выставке бельгийской «Группы двадцати» (фр. Société des Vingt), где не встретила понимания публики. В 1925 году картина была приобретена для Национальной галереи Шотландии в Эдинбурге.

## Художественные особенности
Синтезировать — это совсем не значит упрощать в смысле опускать некоторые детали изображаемого предмета; синтезировать — значит упрощать, в смысле делать понятным. В целом это значит создавать определённую подчинённость всей картины одному-единственному ритму, одной доминанте, жертвуя остальным, обобщая.
Морис и Арлетт Серюлля, составители «Энциклопедии импрессионизма», отмечали, что «Видение после проповеди» является своеобразным «манифестом новых живописных тенденций», а Гоген и Бернар претендовали на то, чтобы считаться основоположниками новой эстетики (синтетизм) и новой техники (клуазонизм), являющихся началом символизма в живописи: «Этот полный и окончательный разрыв Гогена с импрессионизмом привёл его к созданию серии картин, в которых преобладало декоративное начало, а цветовые пятна клались крупными плоскостями, не передававшими деталей, но воссоздававшими общее представление о предмете и напоминавшими театральные декорации».
К влиянию японского искусства можно отнести позы борющихся, отсылающих к борцам сумо, что, видимо, обусловлено серией «Манга» Кацусики Хокусая. Делящий по диагонали композицию полотна ствол дерева вызывает ассоциацию с гравюрой Утагава Хиросигэ, которую копировал Ван Гог. По наблюдению Н. С. Николаевой, японское влияние прослеживается в картине Гогена на уровне внеизобразительной функции цвета, что позднее стало одним из важнейших элементов его стилистики.
Тем не менее, считается, что Гоген создал полностью оригинальное произведение, поскольку считается, что общее направление художественной эволюции мастера и некоторые более ранние его полотна указывают на формирующееся у него новое видение и стилистику. Кроме удивительной компиляции разнообразных заимствований, он изобретательно соединил в картине два уровня действительности: молящихся бретонок и впечатляющую борьбу Иакова и ангела. Композицию дополняет продуманное использование художником красок, неяркая палитра в той части холста, где изображены молящиеся женщины и «один, но ошеломляющий цвет» на другой половине: «Чтобы оттенить религиозную мечтательность, в которой пребывают женщины, он написал траву блеклым оранжево-красным, и этот цвет доминирует надо всем, словно детский крик в библиотеке. Надо помнить, что Гоген в то время находился в Бретани, на севере Франции, где нет оранжево-красных полей. Цвет несёт исключительно символическую и декоративную нагрузку; Гоген решил пожертвовать правдоподобием ради общего замысла и драматизма аллегории». В этой картине Гоген намеренно отказался от передачи объёма, линейной перспективы, совершенно по-новому строит композицию, подчинив художественный образ передаче определённой мысли. Гоген использует бретонскую тематику и в то же время склоняется к абстракции. Несколько цветов выделяются над остальными, прежде всего это красный, чёрный и белый, и вносят значительный вклад в визуальную составляющую картины. В искусствоведении отмечается, что красный цвет, который чаще всего первым привлекает внимание зрителя, придаёт силу запечатлённой на картине борьбе и оживляет композицию. Некоторые критики (например, Альбер Орье) считают «Видение после проповеди» манифестом символистов, а самого Гогена — родоначальником символизма.
Высказывались предположения по поводу двух названий картины. По мнению О. Я. Кочик, таким образом на картине представлены два различных мира, изображённых на полотне. По замыслу художника, отмечает искусствовед, композиция предусматривает разграничение миров, разделённых мощным, толстым стволом дерева, пересекающим по диагонали всё полотно. Композиция предопределяет видение с различных точек зрения, когда на ближние фигуры автор смотрит немного снизу, а на более отдалённый пейзаж — резко сверху. Как отмечает Кочик, такие эффекты приводят к тому, что не остается никаких следов линейной перспективы, а возникает своеобразная «ныряющая», направленная сверху вниз «перспектива». Благодаря такой композиции «поверхность земли почти вертикальна, горизонт оказывается где-то за пределами полотна».

## В искусстве
В фильме Якова Протазанова «Сатана ликующий» (1917) одним из главных героев является Сандро ван-Гоген. Картина начинается кадром сельских прихожанок, сидящих в церкви в белых чепцах, глядящих сурово с экрана на зрителя. По мнению киноведа Дарьи Куракиной-Мустафиной, эта сцена является продолжением темы Гогена, заложенной в имени персонажа и развивает богоборческие мотивы ленты: «Таким образом (не без иронии), картина Гогена на религиозный сюжет становится эпиграфом к фильму Протазанова „Сатана Ликующий“ и эпиграфом к революционной ситуации в стране».
По мнению британского журналиста Уилла Гомперца (англ. Will Gompertz), в американском культовом рождественском фильме «Эта прекрасная жизнь» присутствует отсылка к этой картине. По его наблюдению, это происходит в сцене, после того как Джордж Бейли спасает из реки своего ангела-хранителя Кларенса Одбоди и они располагаются в лачуге, где обсыхают: «Бельевая верёвка рассекает экран по горизонтали. Внизу, под верёвкой, Джордж разбирается со своими земными неприятностями, а над ней возвышается голова небожителя Кларенса и изрекает премудрости горнего мира».